# Aleksej Nikitin
Aleksej Valer'evič Nikitin (in russo Алексей Валерьевич Никитин?; Mosca, 27 gennaio 1992) è un calciatore russo, difensore svincolato.

## Carriera

### Club
Ha giocato nella prima divisione russa ed in quella bosniaca.

### Nazionale
In carriera ha segnato un gol in 7 presenze nelle qualificazioni agli Europei Under-21.
Ha inoltre segnato un gol in 6 presenze nelle Universiadi del 2013.